# Weidmüller
Weidmüller Interface GmbH & Co. KG er en tysk virksomhed indenfor elektromekanik og elektronik. De har hovedkvarter i Detmold i Nordrhein-Westfalen.
De driver forretning i 80 lande og i 2022 havde de 6.000 ansatte og omsatte for 1,175 mia. euro.